# Amtsgericht Tapiau
Das Amtsgericht Tapiau war ein preußisches Amtsgericht mit Sitz in Tapiau, Ostpreußen.

## Geschichte
Das königlich preußische Amtsgericht Tapiau wurde mit Wirkung zum 1. Oktober 1879 als eines von acht Amtsgerichten im Bezirk des Landgerichtes Königsberg im Bezirk des Oberlandesgerichtes Königsberg gebildet. Der Sitz des Gerichtes war Tapiau. Aufgehoben wurde die Gerichtskommission Tapiau beim Kreisgericht Wehlau. Sein Gerichtsbezirk umfasste aus dem Kreis Wehlau den Stadtbezirk Tapiau und die Amtsbezirke Bieberswalde, Bonslack, Eremitten, Großfritschienen, Gauleden, Genslack, Goldbach, Forst Greiben, Grünhayn, Grünlaufen, Imten, Kapkeim, Kleinhof, Forst Leipen, Pomauden, Pomedien, Pregelswalde, Starkenberg und die Landarmen- und Korrigenden-Anstalt Taiaup. Am Gericht bestanden 1888 zwei Richterstellen. Das Amtsgericht war damit ein mittelgroßes Amtsgericht im Landgerichtsbezirk. In Folge der Weltwirtschaftskrise wurden 60 Amtsgerichte auf Grund von Sparverordnungen aufgehoben. Mit der Verordnung über die Aufhebung von Amtsgerichten vom 30. Juli 1932 wurde das Amtsgericht Allenburg zum 30. September 1932 aufgehoben und sein Sprengel zwischen den Amtsgerichten Wehlau (Allenburg, Eiserwagen, Ernstwalde, Groß Allendorf, Jägersdorf, Koppershagen, Kortmedien, Ragurren, Neumühl, Plauen, Schallen und Schönrade) und Tapiau (Friedrichsdorf, Groß Engelau, Gundau, Hanswalde, Klein Engelau, Kühnbruch und Sechshuben) geteilt.
Im Jahre 1945 wurden der Amtsgerichtsbezirk unter sowjetische Verwaltung gestellt und die deutschen Einwohner vertrieben. Damit endete auch die Geschichte des Amtsgerichtes Tapiau.